# Stubentor

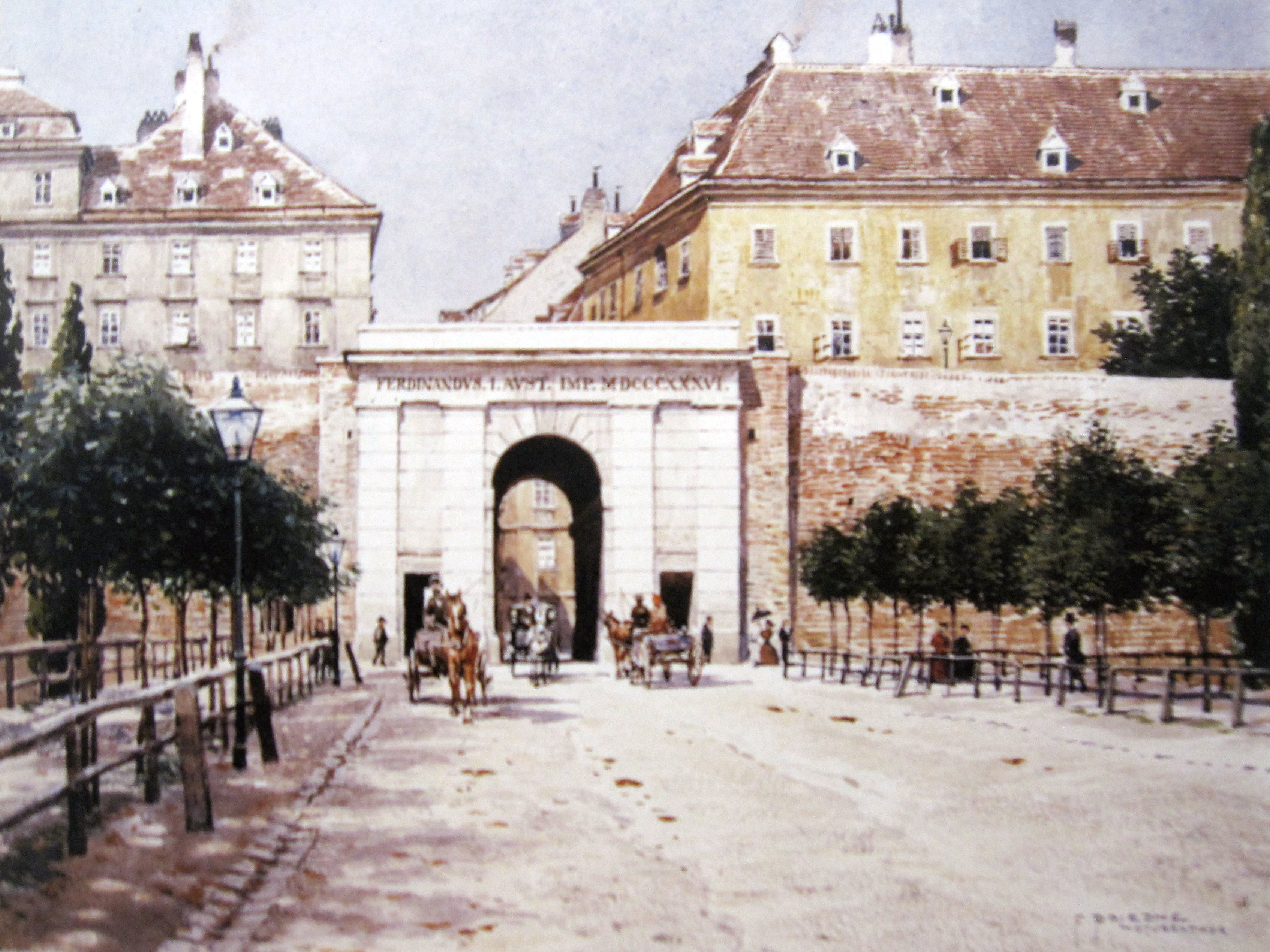
Das Wiener Stubentor (Gemälde nach Franz Poledne)

Das Stubentor (früher auch Stubenthor geschrieben) ist ein ehemaliges Stadttor von Wien.

## Geschichte

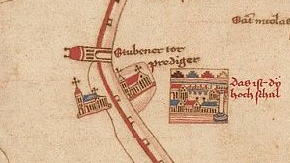
Darstellung des mittelalterlichen Stubentors und links unterhalb die Wolfgangskapelle (Ausschnitt aus dem Albertinischen Plan, 1421)

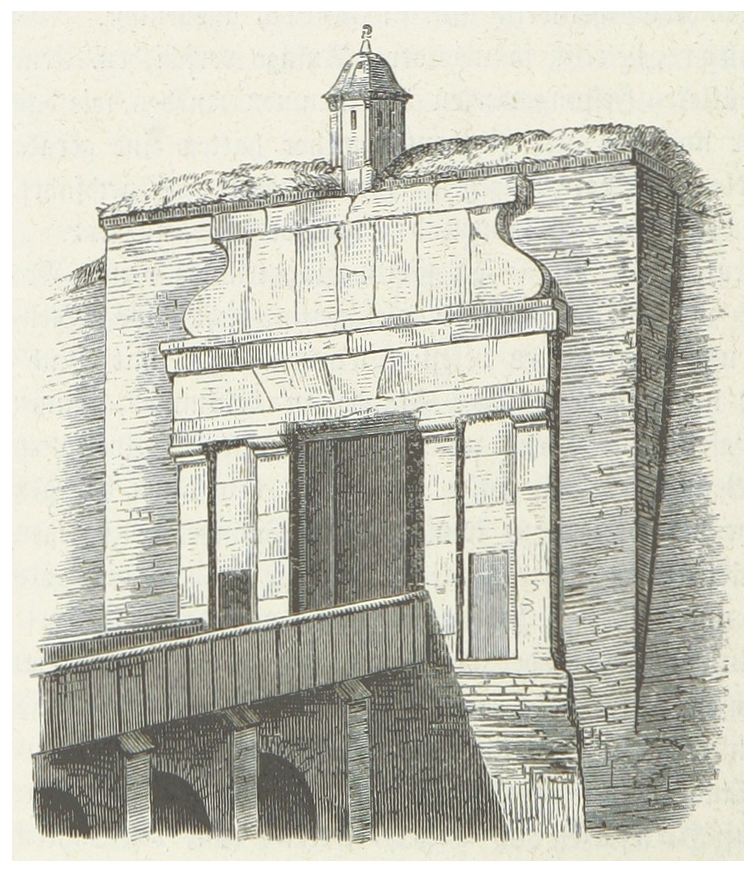
Darstellung vom renaissance Stubentor (Geschichte der Stadt Wien, 1872)

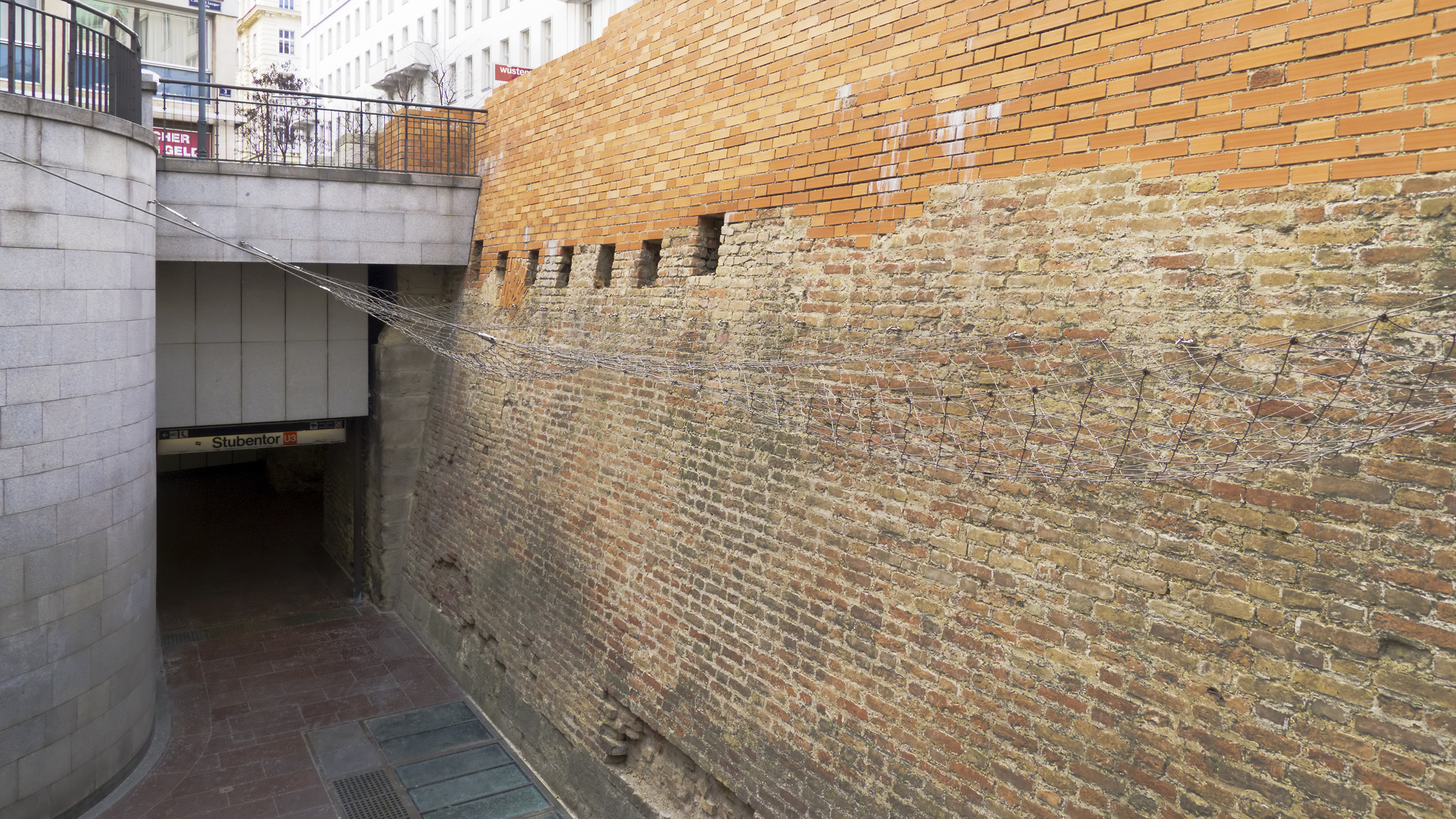
Reste der Stadtmauer

Die Geschichte vom Tor durchlief mindestens drei architektonische Phasen. Das älteste Stubentor bestand um 1200 aus der Toranlage, einem vorgebauten Zwinger und „Schwarzen Turm“. Es war mit seinem Torturm Teil der ältesten, von 1195 bis 1250 erbauten Wiener Stadtmauer. 
Bis zur Ersten Türkenbelagerung, 1529, stand im Bereich der „scheffstraß“, im Bereich der heutigen Biberstraße die Wolfgangskapelle vor dem Stubentor. Diese war die erste Seelsorgestelle für die Menschen die „Unter den Weißgerbern“ lebten. Die Kapelle wurde während der 1. Türkenbelagerung zerstört. 
Nach der 1. Türkenbelagerung wurde es im Stil der Renaissance 1555–1566 zum 25 m langen Kastentor mit Glockentürmchen umgebaut. Die Stadtmauer hielt der 2. Türkenbelagerung von 1683 stand. 1831 erhielt das Tor eine klassizistische Fassade. Die Demolierung der Mauer bis hin zum heutigen Palais Coburg erfolgte zwischen 9. April und 19. September 1862. Am Ort des ehemaligen Stubentors entstand der Dr.-Karl-Lueger-Platz im geplanten Straßenraster der Wiener Ringstraße.
Die 1985–1987 im Zuge der Errichtung der U3 U-Bahn-Linie und der gleichnamigen Station ausgegrabene Anlage zeigt einen Teil der Renaissancemauer, im Straßenpflaster sind der Schwarze Turm (Farbe Schwarz) und der Grundriss des 1555–1566 erbauten Tores wiedergegeben.
Am 10. März 1528 wurde vor dem Stubentor Balthasar Hubmaier hingerichtet. Eine schwarze Gedenktafel aus Metall an den Resten der Mauer erinnert an seinen Tod und seine Gedanken mit den Worten:
Dr. Balthasar Hubmaier
Am 10.3.1528 vor dem Stubentor als Täufer verbrannt
Begründer des religiösen Toleranzgedankens
„Christus ist nicht gekommen,
dass er metzge, morde und brenne“
(Aus „Von Ketzern und ihren Verbrennern“)
Die Christen dieser Stadt
Zahlreiche Trauerzüge gingen während des 18. und 19. Jahrhunderts durch das Stubentor in Richtung des Sankt Marxer Friedhofs. Damals war es üblich, dass die Trauernden den Leichenzug höchstens bis zur Stadtgrenze begleiteten. Mit dem Komponisten Wolfgang Amadeus Mozart verließ einer der berühmtesten ehemaligen Bewohner Wiens in den Abendstunden des 6. Dezember 1791 am Tag vor seiner Beerdigung endgültig die Stadt. Der Trauerzug löste sich wie gewöhnlich am Stubentor auf und in der Dunkelheit begleitete niemand die Leiche des Komponisten.
Vor der U-Bahn-Station Stubentor der Linie U3 sowie in deren Inneren können Reste der Stadtmauer beim ehemaligen Stubentor und eine kleine Ausstellung über das Stubentor besichtigt werden.